# محمد مثناني
محمد مثناني لاعب كرة قدم تونسي . يلعب حالياً في نادي البنك الأهلي المصري.
لعب سابقاً في أندية الترجي والأفريقي في الفئات السنية والجيش القطري والقادسية السعودي والبنك الأهلي المصري.

## روابط خارجية
- محمد مثناني على موقع قاعدة بيانات كرة القدم.إي يو (الإنجليزية)
- محمد مثناني على موقع Soccerway.com (الإنجليزية)

محمد مثناني